# Iphigénie (1777)
Pour les articles homonymes, voir Iphigénie (homonymie).
L’Iphigénie est une frégate de 32 canons construite pour la marine royale française. Lancée en 1777, peu de temps avant l'entrée en guerre de la France dans la guerre d'indépendance des États-Unis, elle fait partie de la vague de lancement en frégates destinée cette année-là à rattraper le retard pris sur la Royal Navy. C'est la première de sa classe.

## Historique
Le 10 juillet 1778, elle capture le HMS Lively. Ce même mois, elle est le premier navire français à qui l'on met un doublage en cuivre après examen de ce navire britannique.
Le 17 décembre 1778, elle capture le sloop de 18 canons HMS Ceres au large de Sainte-Lucie.
En 1779, elle prend part à la bataille de la Grenade.
En janvier 1782, commandée par Kersaint, elle est à la tête d'une division de cinq bâtiments qui attaquent et font capituler les établissements britanniques d’Essequibo et de Berbice en Guyane.
Le 14 février 1795, elle est capturée dans le golfe de Roses par une flotte espagnole placée sous les ordres de l'amiral Juan de Lángara et entre au service de l'Armada espagnole sous le nom de Ifigenia.

## Sources et bibliographie
- Jean-Michel Roche, Dictionnaire de la flotte de guerre française
- (en) Michael Phillips, « Lively (20) (1756) » in Ships of the Old Navy
- Jean Meyer et Martine Acerra, Histoire de la marine française : des origines à nos jours, Rennes, Ouest-France, 1994, 427 p. [détail de l’édition] (ISBN 2-7373-1129-2, BNF 35734655)
- Étienne Taillemite, Dictionnaire des marins français (nouvelle édition revue et augmentée), Paris, éditions Tallandier, 2002, 573 p. (ISBN 2-84734-008-4)
- Michel Vergé-Franceschi (dir.), Dictionnaire d'Histoire maritime, éditions Robert Laffont, coll. « Bouquins », 2002
- Onésime Troude, Batailles navales de la France, t. 2, Paris, Challamel aîné, 1867, 469 p. (lire en ligne)
- Georges Lacour-Gayet, La Marine militaire de France sous le règne de Louis XVI, Paris, Honoré Champion, 1905, 719 p. (BNF 30709972, lire en ligne)